# Paulo Henrique (football, 1996)
Pour les articles homonymes, voir Paulo Henrique.
Paulo Henrique, de son nom complet Paulo Henrique Rodrigues Cabral, est un footballeur portugais né le 23 octobre 1996 à Fenais da Luz (en). Il évolue au poste d'arrière gauche.

## Biographie

### En club
Né aux Açores, Paulo Henrique est formé au CD Santa Clara, avec ce club, il découvre la deuxième division portugaise en 2013. Il devient titulaire la saison suivante disputant 22 matchs en 2014-2015,.
En 2015, il rejoint le FC Paços de Ferreira. Ne disputant que peu de rencontres, il est prêté au Sporting Covilhã lors de la saison 2017-2018, saison durant laquelle il joue 35 matchs,.
Après un titre de champion de deuxième division avec Paços, il est transféré en 2019 au FC Penafiel, club pour lequel il jouera deux saisons,.
En 2021, Paulo Henrique revient dans son club formateur du CD Santa Clara qui évolue alors en première division portugaise,.

### En sélection
Avec la sélection des moins de 19 ans, il joue 9 rencontres pour deux buts marqués.
Avec la sélection des moins de 20 ans, il dispute 5 matchs pour aucun but marqué.
Avec la sélection olympique, il participe aux Jeux olympiques d'été de 2016 organisés au Brésil. Lors du tournoi olympique, il joue un match. Le Portugal s'incline en quarts-de-finale contre l'Allemagne.

## Palmarès
Avec le FC Paços de Ferreira :
- Champion du Portugal D2 en 2019